# Popcorn (Arashi)
Popcorn è l'undicesimo album in studio del gruppo musicale giapponese Arashi, pubblicato nel 2012.

## Tracce
1. Welcome to our party – 3:58
2. Kakenukero! (駆け抜けろ！) – 4:31
3. Wild at Heart (ワイルド アット ハート) – 4:08
4. Face Down – 3:58
5. We wanna funk, we need a funk (Jun Matsumoto solo) – 4:36
6. two (Satoshi Ohno solo) – 3:56
7. Waiting for you – 3:58
8. Rakuen (楽園, Masaki Aiba solo) – 3:38
9. Tabi wa Tsuzuku yo (旅は続くよ) – 4:59
10. Sore wa Yappari Kimi deshita (それはやっぱり君でした, Kazunari Ninomiya solo) – 5:02
11. Meikyū Love Song (迷宮ラブソング) – 4:38
12. Your Eyes – 4:40
13. Fly on Friday (Shō Sakurai solo) – 4:20
14. Cosmos – 4:51
15. Akashi (証) – 4:56
16. Up to you – 4:18